# 無人知曉
《無人知曉》（日语：／ Dare mo Shiranai）是嵐的第44張單曲，於2014年5月28日在日本發行，唱片公司為J Storm。

## 概要
- 此單曲和前作《GUTS!》發行相隔不足1個月。
- 《無人知曉》為成員大野智所主演的朝日電視台週五十一點檔連續劇《死神君》主題曲[2]。
- 《無人知曉》歌詞內含「無人知曉時間的盡頭，只有面對唯有守護，才能夠感覺更多」的訊息，是首富含情感的快節奏歌曲[3]。

## 收錄内容

### 通常盤
1. 無人知曉（誰も知らない）
作詞：mfmsiQ・SQUAREF・John World・作田雅弥、作曲：Takuya Harada・Joakim Bjornberg・Christofer Erixon・BJ Khan
2. Keep on tryin'
作詞、作曲：GK、TOM，編曲：GK
3. 奇蹟之夏（ミラクル・サマー）
作詞：Macoto56，作曲：Christofer Erixon、Joakim Bjornberg、川口進，編曲：metropolitan digital clique
4. 無人知曉（Original Karaoke）
5. Keep on tryin'（Original Karaoke）
6. 奇蹟之夏（Original Karaoke）

### 初回限定盤
CD
1. 無人知曉
2. 歡迎回家（おかえり）
作詞、作曲：杉山勝彥，編曲：石塚知生（日语：石塚知生）
3. 歡迎回家（Original Karaoke）

DVD
1. 無人知曉（Video Clip）

## 外部連結
- J-Storm 專題頁面 （日語）
- 臺灣愛貝克思官方頁面 （页面存档备份，存于） （繁體中文）
- 單曲宣傳街宣車
  - YouTube上的在澀谷行走的單曲《無人知曉》街宣車